# Content
Content è un album del gruppo britannico Gang of Four, pubblicato il 24 gennaio 2011 dall'etichetta Grönland Records in Europa e il 25 gennaio 2011 dall'etichetta Yep Roc Records negli Stati Uniti.

## Tracce
Tutti i brani sono stati composti da Andy Gill e Jon King
1. She Said
2. You Don't Have to Be Mad
3. Who Am I?
4. I Can't Forget Your Lonely Face
5. You'll Never Pay for the Farm
6. I Party All the Time
7. A Fruitfly in the Beehive
8. It Was Never Gonna Turn Out Too Good
9. Do as I Say
10. I Can See from Far Away